# Campeonato Europeu de Esportes Aquáticos de 1991
O Campeonato Europeu de Esportes Aquáticos de 1991 foi a 20ª edição do evento organizado pela Liga Europeia de Natação (LEN). A competição foi realizada entre os dias 18 e 25 de agosto de 1991, em Atenas na Grécia‎. 

## Medalhistas

### Natação
Masculino
| Evento          | Ouro                                                                                          | Ouro     | Prata                                                                             | Prata    | Bronze                                                                     | Bronze   |
| 50 m Livre      | Nils Rudolph · Alemanha                                                                       | 22.33    | GGennadiy Prigoda · União Soviética                                               | 22.44    | Mike Fibbens · Reino UnidoVladimir Tkacenko · União Soviética              | 22.72    |
| 100 m Livre     | Alexander Popov · União Soviética                                                             | 49.18    | Nils Rudolph · Alemanha                                                           | 49.52    | Giorgio Lamberti · Itália                                                  | 49.57    |
| 200 m Livre     | Artur Wojdat · Polónia                                                                        | 1:48.10  | Giorgio Lamberti · Itália                                                         | 1:48.15  | Roberto Gleria · Itália                                                    | 1:48.74  |
| 400 m Livre     | Yevgeny Sadovyi · União Soviética                                                             | 3:49.02  | Artur Wojdat · Polónia                                                            | 3:49.09  | Giorgio Lamberti · Itália                                                  | 3:50.46  |
| 1500 m Livre    | Jörg Hoffmann · Alemanha                                                                      | 15:02.57 | Ian Wilson · Reino Unido                                                          | 15:03.72 | Sebastian Wiese · Alemanha                                                 | 15:14.30 |
| 100 m Costas    | Martin López-Zubero · Espanha                                                                 | 55.30    | Dirk Richter · Alemanha                                                           | 56.04    | Franck Schott · França                                                     | 56.29    |
| 200 m Costas    | Martin López-Zubero · Espanha                                                                 | 1:58.66  | Dirk Richter · AlemanhaVladimir Selkov · União Soviética                          | 2:00.18  | não atribuído                                                              |          |
| 100 m Peito     | Norbert Rózsa · Hungria                                                                       | 1:01.49  | Adrian Moorhouse · Reino Unido                                                    | 1:01.88  | Gianni Minervini · Itália                                                  | 1:02.41  |
| 200 m Peito     | Nick Gillingham · Reino Unido                                                                 | 2:12.55  | Norbert Rózsa · Hungria                                                           | 2:12.58  | Sergio López · Espanha                                                     | 2:13.10  |
| 100 m Borboleta | Vladislav Kulikov · União Soviética                                                           | 54.22    | Martin López-Zubero · Espanha                                                     | 54.30    | Nils Rudolph · Alemanha                                                    | 54.31    |
| 200 m Borboleta | Franck Esposito · França                                                                      | 1:59.59  | Rafał Szukała · Polónia                                                           | 2:01.01  | Christophe Bordeau · França                                                | 2:01.25  |
| 200 m Medley    | Lars Sørensen · Dinamarca                                                                     | 2:02.63  | Christian Gessner · Alemanha                                                      | 2:02.66  | Luca Sacchi · Itália                                                       | 2:02.93  |
| 400 m Medley    | Luca Sacchi · Itália                                                                          | 4:17.81  | Patrick Kühl · Alemanha                                                           | 4:17.85  | Christian Gessner · Alemanha                                               | 4:19.16  |
| 4x100 m Livre   | União Soviética · Pavel Khnykin · Gennadiy Prigoda · Venyamin Tayanovich · Alexander Popov    | 3:17.11  | Alemanha · Silko Günzel · Nils Rudolph · Steffen Zesner · Dirk Richter            | 3:18.31  | Suécia · Tommy Werner · Göran Titus · Anders Holmertz · Göran Jansson      | 3:20.42  |
| 4x200 m Livre   | União Soviética · Dmitri Lepikov · Vladimir Pyshnenko · Venyamin Tayanovich · Yevgeny Sadovyi | 7:15.96  | Itália · Emanuele Idini · Roberto Gleria · Stefano Battistelli · Giorgio Lamberti | 7:18.30  | Alemanha · Steffen Zesner · Uwe Dassler · Christian Keller · Jörg Hoffmann | 7:19.13  |
| 4x100 m Medley  | União Soviética · Vladimir Selkov · Dmitri Volkov · Vladislav Kulikov · Alexander Popov       | 3:40.68  | França · Franck Schott · Cédric Penicaud · Bruno Gutzeit · Christophe Kalfayan    | 3:42.15  | Hungria · Tamás Deutsch · Norbert Rózsa · Péter Horváth · Béla Szabados    | 3:42.35  |

Feminino
| Evento          | Ouro                                                                                             | Ouro    | Prata                                                                        | Prata   | Bronze                                                                                   | Bronze  |
| 50 m Livre      | Simone Osygus · Alemanha                                                                         | 25.80   | Catherine Plewinski · França                                                 | 25.84   | Inge de Bruijn · Países Baixos                                                           | 25.91   |
| 100 m Livre     | Catherine Plewinski · França                                                                     | 56.20   | Karin Brienesse · Países Baixos                                              | 56.44   | Simone Osygus · Alemanha                                                                 | 56.47   |
| 200 m Livre     | Mette Jacobsen · Dinamarca                                                                       | 2:00.29 | Catherine Plewinski · França                                                 | 2:00.34 | Liliana Dobrescu · Roménia                                                               | 2:01.77 |
| 400 m Livre     | Irene Dalby · Noruega                                                                            | 4:11.63 | Beatrice Câșlaru · Roménia                                                   | 4:12.33 | Cristina Sossi · Itália                                                                  | 4:12.35 |
| 800 m Livre     | Irene Dalby · Noruega                                                                            | 8:32.08 | Jana Henke · Alemanha                                                        | 8:32.25 | Cristina Sossi · Itália                                                                  | 8:33.79 |
| 100 m Costas    | Krisztina Egerszegi · Hungria                                                                    | 1:00.31 | Tünde Szabó · Hungria                                                        | 1:01.11 | Dagmar Hase · Alemanha                                                                   | 1:02.41 |
| 200 m Costas    | Krisztina Egerszegi · Hungria                                                                    | 2:06.62 | Tünde Szabó · Hungria                                                        | 2:11.42 | Dagmar Hase · Alemanha                                                                   | 2:12.21 |
| 100 m Peito     | Elena Roudkovskaya · União Soviética                                                             | 1:09.05 | Svitlana Bondarenko · União Soviética                                        | 1:09.99 | Tanya Dangalakova · Bulgária                                                             | 1:10.12 |
| 200 m Peito     | Elena Roudkovskaya · União Soviética                                                             | 2:29.50 | Beatrice Câșlaru · Roménia                                                   | 2:32.00 | Tanya Dangalakova · Bulgária                                                             | 2:32.09 |
| 100 m Borboleta | Catherine Plewinski · França                                                                     | 1:00.32 | Inge de Bruijn · Países Baixos                                               | 1:01.64 | Therèse Lundin · Suécia                                                                  | 1:01.80 |
| 200 m Borboleta | Mette Jacobsen · Dinamarca                                                                       | 2:12.87 | Sabine Herbst · Alemanha                                                     | 2:14.72 | Berit Puggard · Dinamarca                                                                | 2:14.80 |
| 200 m Medley    | Daniela Hunger · Alemanha                                                                        | 2:15.53 | Beatrice Câșlaru · Roménia                                                   | 2:16.68 | Marion Zoller · Alemanha                                                                 | 2:17.43 |
| 400 m Medley    | Krisztina Egerszegi · Hungria                                                                    | 4:39.78 | Beatrice Căslaru · Roménia                                                   | 4:44.67 | Ewa Synowska · Polónia                                                                   | 4:47.92 |
| 4x100 m Livre   | Países Baixos · Diana van der Plaats · Inge de Bruijn · Marieke Mastenbroek · Karin Brienesse    | 3:45.36 | Alemanha · Daniela Hunger · Katrin Meissner · Dagmar Hase · Simone Osygus    | 3:45.54 | Dinamarca · Mette Nielsen · Gitta Jensen · Berit Puggard · Mette Jacobsen                | 3:46.36 |
| 4x200 m Livre   | Dinamarca · Annette Poulsen · Gitta Jensen · Berit Puggard · Mette Jacobsen                      | 8:05.90 | Alemanha · Dagmar Hase · Manuela Stellmach · Simone Osygus · Heike Friedrich | 8:10.26 | Países Baixos · Ellen Elzerman · Baukje Wiersma · Diana van der Plaats · Karin Brienesse | 8:13.97 |
| 4x100 m Medley  | União Soviética · Natalya Krupskaya · Elena Roudkovskaya · Elena Kononenko · Yevgeniya Yermakova | 4:08.55 | Alemanha · Dagmar Hase · Sylvia Gerasch · Katrin Meissner · Simone Osygus    | 4:10.10 | Países Baixos · Ellen Elzerman · Kira Bulten · Inge de Bruijn · Karin Brienesse          | 4:14.03 |

### Maratona aquática
Masculino
| Evento | Ouro                           | Ouro      | Prata                       | Prata     | Bronze                        | Bronze    |
| 5 km   | Stefano Rubaudo · Itália       | 1:06:51.7 | Davide Giacchino · Itália   | 1:07:22.3 | Hans van Goor · Países Baixos | 1:07:3.4  |
| 25 km  | Christof Wandratsch · Alemanha | 5:46:26.2 | Sergio Chiarandini · Itália | 5:56:50.2 | Urs Kohlhaas · Suíça          | 5:58:50.1 |

Feminino
| Evento | Ouro                       | Ouro      | Prata                              | Prata     | Bronze                | Bronze    |
| 5 km   | Bea Berzlánovits · Hungria | 1:13:51.2 | Yvetta Hlaváčová · Tchecoslováquia | 1:14:13.4 | Mara Data · Itália    | 1:14:13.7 |
| 25 km  | Eliane Fieschi · Suíça     | 6:38:58.8 | Samantha Cavadini · Suíça          | 6:54:27.7 | Rita Kovács · Hungria | 6:57:29.5 |

### Nado sincronizado
Feminino
| Evento | Ouro                                           | Ouro    | Prata                                 | Prata   | Bronze                                        | Bronze  |
| Solo   | União Soviética · Olga Sedakova                | 180.286 | Grécia · Christina Thalassinidou      | 178.800 | França · Anne Capron                          | 175.820 |
| Dueto  | União Soviética · Anna Kozlova · Olga Sedakova | 179.572 | França · Anne Capron · Céline Leveque | 174.729 | Países Baixos · Marjolijn Both · Tamara Zwart | 173.351 |
| Equipe | União Soviética                                |         | França                                |         | Itália                                        |         |

### Saltos Ornamentais
Masculino
| Evento          | Ouro                                  | Ouro   | Prata                           | Prata  | Bronze                          | Bronze |
| Trampolim 1 m   | União Soviética · Andrey Semenyuk     | 395.19 | Alemanha · Peter Böhler         | 383.76 | Países Baixos · Edwin Jongejans | 359.64 |
| Trampolim 3 m   | Alemanha · Albin Killat               | 639.45 | Suécia · Joakim Andersson       | 597.03 | Itália · Davide Lorenzini       | 596.28 |
| Plataforma 10 m | União Soviética · Vladimir Timoshinin | 606.21 | União Soviética · Dmitri Sautin | 602.22 | Reino Unido · Bob Morgan        | 578.67 |

Feminino
| Evento          | Ouro                               | Ouro   | Prata                          | Prata  | Bronze                      | Bronze |
| Trampolim 1 m   | Alemanha · Brita Baldus            | 282.54 | União Soviética · Irina Lashko | 269.52 | Alemanha · Conny Schmalfuss | 238.50 |
| Trampolim 3 m   | União Soviética · Irina Lashko     | 524.97 | União Soviética · Vera Ilyina  | 513.03 | Alemanha · Brita Baldus     | 498.03 |
| Plataforma 10 m | União Soviética · Yelena Miroshina | 453.90 | União Soviética · Inga Afonina | 423.29 | Alemanha · Ute Wetzig       | 382.47 |

### Polo Aquático
| Evento    | Ouro       | Prata         | Bronze          |
| Masculino | Iugoslávia | Espanha       | União Soviética |
| Feminino  | Hungria    | Países Baixos | Itália          |

## Quadro de medalhas
| Ordem | País            | Medalha de ouro | Medalha de prata | Medalha de bronze | Total |
| ----- | --------------- | --------------- | ---------------- | ----------------- | ----- |
| 1     | União Soviética | 16              | 7                | 2                 | 25    |
| 2     | Alemanha        | 7               | 12               | 11                | 30    |
| 3     | Hungria         | 6               | 3                | 2                 | 11    |
| 4     | Dinamarca       | 4               | 0                | 2                 | 6     |
| 5     | França          | 3               | 5                | 3                 | 11    |
| 6     | Itália          | 2               | 4                | 11                | 17    |
| 7     | Espanha         | 2               | 2                | 1                 | 5     |
| 8     | Noruega         | 2               | 0                | 0                 | 2     |
| 9     | Países Baixos   | 1               | 3                | 6                 | 10    |
| 10    | Reino Unido     | 1               | 2                | 2                 | 5     |
| 11    | Polónia         | 1               | 2                | 1                 | 4     |
| 12    | Suíça           | 1               | 1                | 1                 | 3     |
| 13    | Iugoslávia      | 1               | 0                | 0                 | 1     |
| 14    | Roménia         | 0               | 4                | 1                 | 5     |
| 15    | Suécia          | 0               | 1                | 2                 | 3     |
| 16    | Tchecoslováquia | 0               | 1                | 0                 | 1     |
| 16    | Grécia          | 0               | 1                | 0                 | 1     |
| 18    | Bulgária        | 0               | 0                | 2                 | 2     |
| Total | Total           | 47              | 48               | 47                | 142   |